# エイジェック硬式野球部
エイジェック硬式野球部（エイジェックこうしきやきゅうぶ）は、栃木県小山市と栃木市に本拠地を置き、日本野球連盟に加盟している社会人野球の企業チームである。
運営母体は人材サービス業を手がける株式会社エイジェックのグループ法人である、エイジェックスポーツマネジメント。

## 概要
ルートインBCリーグに所属する栃木ゴールデンブレーブスの運営母体でもあるエイジェックがスポーツを通じた地域貢献を目標に社会人野球にも参入し、2018年1月に設立。4月9日付で日本野球連盟に栃木県唯一の企業チームとして登録された。
また同年にはエイジェック女子硬式野球部を設立し、女子野球にも参入した。
この年の第44回社会人野球日本選手権大会の予選から公式戦に参加し、関東代表決定戦1回戦のSUNホールディングス戦で公式戦初白星を挙げた。
練習場は小山市内の廃校を改装した小山ベースボールビレッジを栃木ゴールデンブレーブス、女子硬式野球部とともに利用している。また、栃木市大平運動公園野球場はネーミングライツ制度によって「エイジェックさくら球場」の愛称を持ち、地域での活用が図られている。
2021年10月4日、都市対抗野球・北関東予選を勝ち抜き、第92回都市対抗野球大会への初出場が決定した。
2022年より小山市に加えて、栃木市も本拠地に加えた。都市対抗野球大会では、小山市・栃木市両方の代表となる。
2024年シーズン、第95回都市対抗野球大会に出場すると1回戦で姫路市・日本製鉄瀬戸内を下し、大会初勝利を挙げた。また栃木県勢としても74年ぶりの都市対抗での白星となった。

## 設立・沿革
- 2018年（平成30年）:創部、日本野球連盟に企業チームとして加盟。
- 2021年（令和3年）:都市対抗野球大会初出場。
- 2022年（令和4年）:本拠地を小山市と栃木市の両市に変更。
- 2023年（令和5年）:日本選手権初出場。

## 主要大会の出場歴・最高成績
- 都市対抗野球大会：出場2回（2021年、2024年）
- 日本選手権：出場1回（2023年）

## 元プロ野球選手の競技者登録
- 梵英心（元：広島東洋カープ） - 内野手兼コーチ（2018 - 2019）→退部
- 中﨑雄太（元：埼玉西武ライオンズ） - 投手兼コーチ（2018）→ 投手コーチ（2019 - 2020）→ エイジェックNPB養成専門アカデミー講師
- 川相拓也（元：読売ジャイアンツ） - 内野手兼コーチ（2018 - 2019）→ 総合コーチ（2020）→ 女子硬式野球部副部長兼コーチ
- 五十嵐章人（元：大阪近鉄バファローズ） - コーチ（2019）→ エイジェックスポーツマネジメント在籍
- 八木健史（元：福岡ソフトバンクホークス） - コーチ（2021 - ）※捕手兼コーチ（2021途中 - 同年終了まで）
- 小林雅英（元：千葉ロッテマリーンズ） - 投手総合コーチ（2021 - 2024）
- 鈴木遼太郎（元：北海道日本ハムファイターズ） - 投手（2022）→ 女子硬式野球部投手コーチ
- 神戸文也（元：オリックス・バファローズ） - 投手（2022）
- 石井将希（元：阪神タイガース） - 投手（2022 - ）
- 内田靖人（元：東北楽天ゴールデンイーグルス） - 内野手（2023 - 2024）
- 高野圭佑（元：千葉ロッテマリーンズ・阪神タイガース他） - 投手（2023 - 2024）

## かつて在籍していた選手
- ラミレス・レンソ - 内野手（2020-2021） ※札幌ホーネッツに移籍